# Háry János (pel·lícula)
Háry János és una pel·lícula musical hongaresa de 1965 dirigida per Miklós Szinetár i protagonitzada per Ádám Szirtes, Mária Medgyesi i Teri Tordai. És una adaptació de l'opera folklòrica Háry János de Zoltan Kodaly, que havia estat duta al cinema el 1941.

## Repartiment
- Ádám Szirtes - Háry János
- Mária Medgyesi - Örzse
- Teri Tordai - Mária Lujza
- Manyi Kiss - Császárné
- László Bánhidi - Marci
- László Márkus - Ebelasztin
- Samu Balázs - Császár
- Gyula Bodrogi - Napoleon
- Sándor Tompa - Ivócimbora
- Sándor Peti - Ivócimbora
- László Misoga - Kocsmáros
- László Keleti - Krucifix generális
- Lajos Cs. Németh - Jóska
- Gábor Koncz - Diák
- Endre Harkányi - Osztrák tábornok

## Recepció
Va formar part de la selecció oficial al Festival Internacional de Cinema de Sant Sebastià 1965.